# Out in the Storm
Out in the Storm — четвёртый студийный альбом американской инди-рок-группы группы Кэти Кратчфилд Waxahatchee, изданный 14 июля 2017 года на лейбле Merge Records. В записи альбома приняли участие её сестра Элисон Кратчфилд на клавишных и перкуссии, а также Кэти Харкин (гастролирующий гитарист Sleater-Kinney), Кэтрин Симонетти и Эшли Арнвайн. Продюсер рок-групп Dinosaur Jr./Sonic Youth Джон Аньелло записал альбом вживую. Альбом был выпущен в цифровом формате, на виниле и компакт-диске.
Альбом получил положительные отзывы музыкальной критики и интернет-изданий и был включён в несколько итоговых списков лучших альбомов года.

## История
Четвёртый альбом Out in the Storm был записан в студии и спродюсирован Джоном Аньелло (Sonic Youth, Dinosaur Jr., Курт Вайл), который побудил Кратчфилд и её группу записать большую часть альбома вживую, как группа. В эту группу также вошли её сестра и коллега по лейблу Merge Records Эллисон Кратчфилд, гастролирующая гитаристка Sleater-Kinney Кэти Харкин, бывшая участница группы P.S. Eliot Кэтрин Симонетти на басу и Эшли Арнвайн из Pinkwash на барабанах.

## Отзывы
| Совокупная оценка | Совокупная оценка |
| Источник          | Оценка            |
| ----------------- | ----------------- |
| AnyDecentMusic?   | 7.9/10            |
| Metacritic        | 80/100            |
| Оценки критиков   |                   |
| Источник          | Оценка            |
| AllMusic          | [ 5 ]             |
| The A.V. Club     | A                 |
| The Guardian      | [ 9 ]             |
| The Irish Times   | [ 10 ]            |
| The Observer      | [ 11 ]            |
| Pitchfork         | 8.2/10            |
| Q                 | [ 13 ]            |
| Rolling Stone     | [ 14 ]            |
| Uncut             | 8/10              |
| Vice              | A                 |

Альбом получил положительные отзывы музыкальной критики и интернет-изданий. На сайте Metacritic, который присваивает нормализованный рейтинг из 100 баллов рецензиям основных критиков, альбом получил средний балл 80 на основе 28 рецензий, что означает «общее одобрение и благоприятные отзывы».
Марси Донельсон из AllMusic отметила в рецензии, что музыканты «расширили своё звучание и напористость, что продолжилось на четвёртом альбоме Out in the Storm. Более мускулистое звучание альбома объясняется тем, что он был записан в студии» и добавил: «Благодаря тому, что Кратчфилд как всегда откровенна, а её соавторы подходят для того, чтобы донести до слушателей её позицию, Out in the Storm поражает как силой, так и эмоциями». Автор Exclaim! Сара Мёрфи отметила, что «в результате получились одни из самых больших рок-н-ролльных гимнов Кратчфилд на данный момент».

### Итоговые списки
| Публикация                | Список                          | Ранг | Ссылка |
| ------------------------- | ------------------------------- | ---- | ------ |
| ABC News                  | 50 Best Albums of 2017          | 18   | [ 18 ] |
| The A.V. Club             | 20 Best Albums of 2017          | 10   | [ 19 ] |
| Bandcamp Daily            | The Best Albums of 2017         | 31   | [ 20 ] |
| Louder than War           | Best of 2017                    | 93   | [ 21 ] |
| Paste                     | The 50 Best Albums of 2017      | 18   | [ 22 ] |
| Pitchfork                 | The 20 Best Rock Albums of 2017 | 13   | [ 23 ] |
| The Philadelphia Inquirer | Best Albums of 2017             | 10   | [ 24 ] |
| Rolling Stone             | 50 Best Albums of 2017          | 14   | [ 25 ] |
| Stereogum                 | The 50 Best Albums of 2017      | 8    | [ 26 ] |
| Uproxx                    | Best Rock Albums of 2017        | 1    | [ 27 ] |

## Список композиций
Слова и музыка всех песен — Katie Crutchfield.
| №                   | Название            | Длительность |
| ------------------- | ------------------- | ------------ |
| 1.                  | «Never Been Wrong»  | 3:12         |
| 2.                  | «8 Ball»            | 2:49         |
| 3.                  | «Silver»            | 3:24         |
| 4.                  | «Recite Remorse»    | 4:38         |
| 5.                  | «Sparks Fly»        | 3:06         |
| 6.                  | «Brass Beam»        | 2:42         |
| 7.                  | «Hear You»          | 3:01         |
| 8.                  | «A Little More»     | 2:32         |
| 9.                  | «No Question»       | 3:38         |
| 10.                 | «Fade»              | 3:47         |
| Общая длительность: | Общая длительность: | 32:49        |